# Absturz einer Embraer Legacy 600 der Gruppe Wagner
Am 23. August 2023 kam es bei Kuschenkino in der Oblast Twer zum Absturz einer Embraer Legacy 600, bei dem laut russischen Angaben sowohl der Eigentümer und Kopf der Gruppe Wagner, Jewgeni Prigoschin, als auch der Gründer und militärische Leiter, Dmitri Utkin, ums Leben gekommen sind. Die Maschine war auf dem Flug von Moskau nach Sankt Petersburg. Es handelte sich um den ersten Zwischenfall mit Todesopfern an Bord einer Maschine der Embraer-ERJ-Familie.

## Passagiere und Besatzung

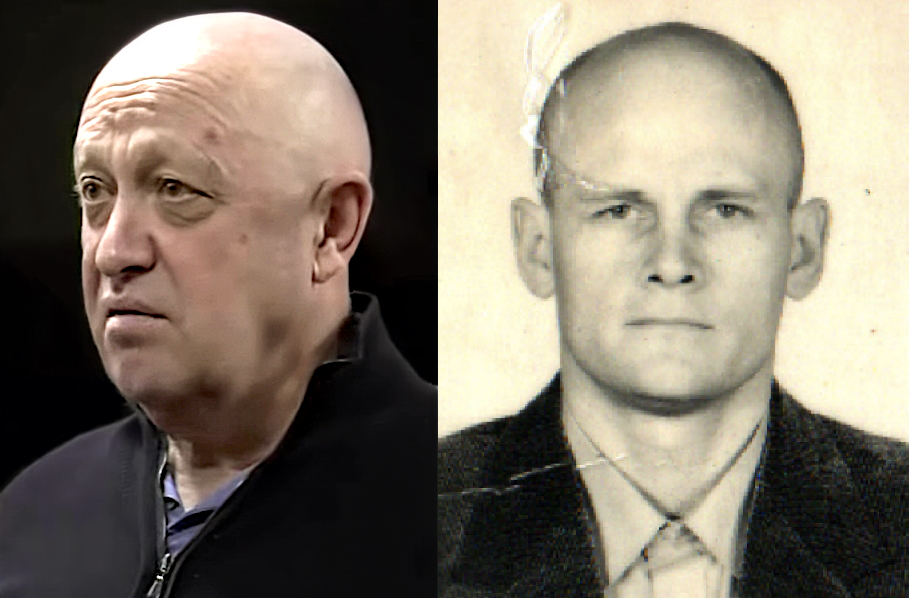
Wagner-Chef Jewgeni Prigoschin (links) und Dmitri Utkin, die auf der Passagierliste standen

Am Tag des Absturzes wurden nach Angaben von Interfax zehn Leichen geborgen. Laut der Passagier- und Besatzungsliste, die am Abend des 23. August von der russischen Föderalen Agentur für Lufttransport (Rosawiazija) veröffentlicht wurde, befanden sich sieben männliche Passagiere und eine dreiköpfige Besatzung (Pilot, Co-Pilot und Flugbegleiterin) an Bord der Maschine; die Identität der Passagiere wurde später laut russischen Behörden durch DNA-Analyse bestätigt.
Im Einzelnen waren folgende Personen an Bord der Maschine:
Passagiere
- Jewgeni Prigoschin
- Dmitri Utkin
- Waleri Tschkalow (Leiter von Wagners Logistik)
- Alexander Totmin (Leibwächter Prigoschins)
- Jewgeni Makarjan (Leibwächter Prigoschins)
- Sergei Propustin (Wagner-Veteran und Offizier)
- Nikolai Matusejew (Wagner-Veteran und Offizier)

Besatzungsmitglieder
- Alexei Lewschin (Kommandant)
- Rustam Karimow (Kopilot)
- Kristina Raspopowa (Flugbegleiterin)

## Flugverlauf
Der innerrussische Flug startete laut Aviation Safety Network um 17:53 Uhr Ortszeit am Flughafen Moskau-Scheremetjewo. Ziel war der Flughafen Sankt Petersburg. Die Fluggeschwindigkeit lag um 18:11 bei 513 kn (950 km/h). Aus bisher unbekannten Gründen riss in der „Reiseflughöhe von fast 10.000 Metern (…) das Signal des Jets urplötzlich ab – ohne dass zuvor ein Notruf abgesetzt worden war“. Um 18:20 Uhr Ortszeit empfing Flightradar24 die letzten Signale der Maschine.
Die Maschine war nach 27 Minuten Flugzeit und rasantem Sinkflug noch knapp 6.000 m hoch (19.700 Fuß; 18:20:12.6), nachdem sie eine halbe Minute zuvor noch in gut 8.400 m Höhe verortet worden war (27.600 Fuß; 18:19:52.9). Dann stürzte das Flugzeug im Bereich des Ortes Kuschenkino im Oblast Twer ab.
Auf einem Video ist zu sehen, wie ein Flugobjekt trudelnd und qualmend in Richtung Erde stürzt. Augenzeugen hätten von zwei lauten Explosionen vor dem Absturz berichtet. Die Trümmerteile lägen weit verteilt im Umkreis der Absturzstelle. Das spricht für ein Zerbersten des Flugzeuges bereits in der Luft. Ein Augenzeuge berichtet, dass ein Flügel abbrach und sich der Rumpf mit dem anderen Flügel Richtung Erdboden bewegte.

## Mögliche Absturzursachen
Die russischen Behörden lehnten es ab, den Absturz des Flugzeuges trotz entsprechender Angebote gemäß standardisierten Vorgehensweisen nach internationalen Regeln untersuchen zu lassen. Aus diesem Grund lassen sich russische Angaben zur Unfallursache nicht unabhängig überprüfen. Im Oktober 2023 teilte der russische Präsident Wladimir Putin mit, in den Körpern der Absturzopfer seien Handgranatenfragmente gefunden worden, womit nahegelegt wurde, dass die Maschine durch Eigenverschulden abgestürzt sei. Putin betonte, es habe keine Einwirkung von außen auf die Maschine gegeben.
Spekulationen gehen von einem gezielten Abschuss durch die russische Flugabwehr aus. Laut US-Verteidigungsministerium gäbe es jedoch keine Hinweise, dass das Flugzeug von einer Rakete abgeschossen wurde.
Das Wall Street Journal berichtete, dass laut westlichen Geheimdiensten und einem ehemaligen russischen Geheimdienstmitarbeiter der russische Sicherheitsrat unter Führung von Nikolai Patruschew die Tötung von Prigoschin angeordnet hat. Demnach wurde bei einem Sicherheitscheck kurz vor dem Start ein Sprengsatz unter einer Tragfläche befestigt. Der russische Staatspräsident Wladimir Putin sei vorab über die Attentatspläne informiert worden und habe keine Einwände dagegen erhoben.

## Reaktionen

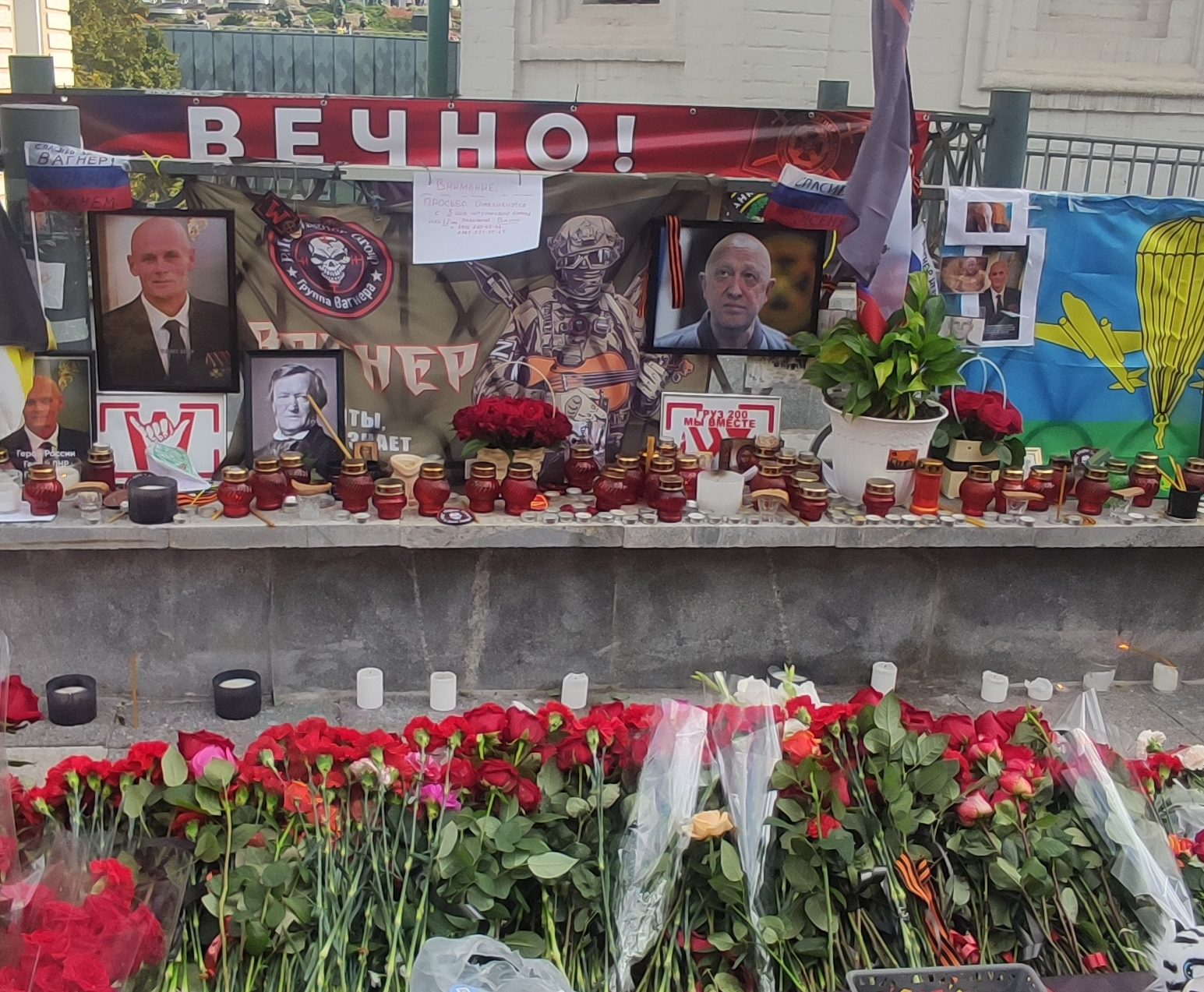
Gedenkstätte für Prigoschin und Utkin in Moskau

Laut dem Telegram-Kanal Grey Zone, über den Prigoschin seine Nachrichten zu verbreiten pflegte, ist der Privatjet von der Flugabwehr der russischen Streitkräfte abgeschossen worden. Der Absturz erfolgte zwei Monate nach dem von Prigoschin angeführten Aufstand der Gruppe Wagner, der sich gegen die russische Militärführung im Ukrainekrieg richtete und von Putin als Verrat angesehen wurde. Wegen zahlreicher Todesfälle von Kremlkritikern kam es nach dem Absturz innerhalb und außerhalb Russlands zu zahlreichen Spekulationen darüber, dass es sich bei dem Ereignis um ein gezieltes Attentat der russischen Regierung gehandelt haben könnte.
Diese ließ durch ihren Sprecher Dmitri Peskow eine Verantwortung für den Absturz dementieren.
Der russische Staatspräsident Wladimir Putin sprach den Angehörigen am Tag nach dem Absturz sein Beileid aus und kündigte eine Untersuchung an.
Am ehemaligen Wagner-Hauptquartier in Sankt Petersburg versammelten sich Sympathisanten und Mitglieder von Wagner, um mit Blumen und Kerzen und vereinzelt auch Vorschlaghämmern Prigoschins zu gedenken und ihrer Trauer Ausdruck zu verleihen. Vorschlaghämmer sind eine Referenz auf die Praxis der Gruppe Wagner, Gefangene, Deserteure bzw. sogenannte Verräter mit Vorschlaghämmern hinzurichten.
Der ukrainische Staatspräsident Wolodymyr Selenskyj wies eine Verantwortung der Ukraine für den Absturz des Flugzeugs zurück.
US-Präsident Joe Biden erklärte: „Ich weiß nicht genau, was passiert ist, aber ich bin nicht überrascht“ und fügte hinzu, in Russland passiere nicht viel, ohne dass Staatschef Putin dahinter stecke. Das US-amerikanische Verteidigungsministerium erklärte am Tag nach dem Absturz, es gäbe keine Hinweise, dass das Flugzeug von einer Rakete abgeschossen wurde. Nach vorläufigen Einschätzungen von US-Geheimdiensten führte eine „interne Explosion“ an Bord des Flugzeugs zum Absturz.
Bundesaußenministerin Annalena Baerbock warnte zwar vor übereilten Schlussfolgerungen, stellte aber fest, man habe Ähnliches „auf traurige, dramatische Art und Weise in den Vorjahren schon gesehen, wo Oppositionelle, wo Journalisten, wo einfache Menschen aus dem Fenster gefallen sind oder vergiftet worden sind“.

## Flugzeug
Die abgestürzte Maschine war ein 2007 gebautes Geschäftsreiseflugzeug des Typs Embraer EMB-135BJ Legacy 600 mit der Werknummer 14501008, das zunächst mit dem Luftfahrzeugkennzeichen PT-SKY auf den Hersteller Embraer zugelassen wurde. Am 19. Oktober 2007 wurde die Maschine an ihren Erstbetreiber, die slowenische Linxair, ausgeliefert, bei der sie mit dem Kennzeichen S5-ABL in Betrieb ging. Am 30. September 2015 übernahm die österreichische International Jet Management die Maschine, sie wurde mit dem Kennzeichen OE-IFF zugelassen. Ab dem 24. Oktober 2017 war die Maschine bei der türkischen MNG Jet in Betrieb. Am 2. Oktober 2018 wurde sie auf die auf den Seychellen registrierte Autolex Transport zugelassen, ein Unternehmen, das aufgrund seiner Verbindung zu Jewgeni Prigoschin von den Sanktionen gegen Russland seit dem Überfall auf die Ukraine betroffen ist. Sie trug in dieser Zeit das Luftfahrzeugkennzeichen M-SAAN der Isle of Man. Seit dem 9. September 2020 war die Embraer mit dem Kennzeichen RA-02795 auf die in Moskau ansässige Firma MNT-Aero zugelassen. Das zweistrahlige Flugzeug war mit zwei Mantelstromtriebwerken des Typs Rolls-Royce AN AE3007A1P ausgerüstet.